# Manuel Pinto da Costa
Manuel Pinto da Costa (Água Grande, 5 agosto 1937) è un politico ed economista saotomense, eletto primo presidente del paese all'indomani dell'indipendenza (nel 1975) rimanendo in carica fino al 1991, e poi nuovamente dal 2011 al 2016.

## Biografia
Manuel Pinto da Costa è nato nel 1937 nel distretto di Água Grande a São Tomé, un territorio che allora faceva parte delle colonie portoghesi. Suo padre era un funzionario che gestiva piantagioni agricole. Ha iniziato la sua formazione sull'isola, dopodiché si è laureato nel seminario in Angola e nel collegio di Lisbona. Alla fine degli anni '50 del Novecento si laurea all'Università di Londra. Andò in Francia e a Cuba, e poi nella Germania dell'Est. Nel 1961, a Rabat, fu eletto segretario per l'informazione e la propaganda dell'Unione Generale degli Studenti dell'Africa Nera (União Geral dos Estudantes da África, UGEAN). A Berlino, ha conseguito un dottorato in economia presso l'Università Humboldt.

## Carriera
Prima della presidenza, Costa era stato leader del principale movimento indipendentista di São Tomé, il Movimento di Liberazione di São Tomé e Príncipe/Partito Socialdemocratico (MLSTP/PSD), di ispirazione socialista, che negoziò l'indipendenza con il Portogallo. In seguito, Costa fece dell'MLSTP l'unico partito del paese, instaurando un sistema monopartitico.
Nel 1996, dopo la riforma democratica in senso multipartitico, Costa fu sconfitto alle elezioni da Miguel Trovoada; nel 2001 perse ancora, questa volta contro Fradique de Menezes. Egli rimase tuttavia come presidente dell'MLSTP (tutt'oggi uno dei principali partiti del paese) fino al febbraio del 2005, quando fu sostituito da Guilherme Posser da Costa.
Le elezioni nel 2011 l'hanno riportato alla presidenza, dopo 20 anni, fino alla scadenza naturale del mandato, nel 2016.
Il governo di Pinto da Costa fu caratterizzato dalla mancanza di libertà civili, dalla lotta contro l'opposizione politica all'esterno e all'interno del partito e dalla costruzione di un apparato di sicurezza. Lo stato adottò un modello socialista di sviluppo, nazionalizzando la proprietà privata e introducendo un sistema di economia pianificata. Il presidente mantenne stretti rapporti con le ex colonie africane portoghesi e con i paesi del blocco comunista. Fu solo a metà degli anni '80, di fronte alla crescente crisi economica, che decise di cambiare la sua direzione politica, stabilendo una cooperazione con i paesi occidentali e le organizzazioni internazionali.
La graduale trasformazione economica e politica fu pacifica e terminò nel 1990, quando fu adottata una nuova costituzione, che introdusse un sistema multipartitico, il mandato del capo dello Stato e le libertà democratiche. Nel 1991, dopo che il MLSTP-PSD perse le elezioni generali, Pinto da Costa si ritirò dalle elezioni presidenziali. Si è candidato senza successo in due elezioni consecutive, nel 1996 e nel 2001. Ci è riuscito la terza volta, alle elezioni presidenziali del 2011, in cui si è presentato come candidato indipendente.